# タイゲテ (衛星)
タイゲテ（英語：Taygete、確定番号：Jupiter XX）は木星の第20衛星である。
2000年11月25日に、スコット・S・シェパードが率いるハワイ大学の観測チームによって発見され、S/2000 J 9 という仮符号が与えられた。観測にはハワイ大学の望遠鏡が用いられた。衛星の発見は、その他の新しい木星の衛星の発見とあわせて、2001年1月15日に小惑星センターのサーキュラーで公表された。その後2002年10月22日に、ギリシア神話のゼウスの恋人タユゲテに因んで命名され、Jupiter XX という確定番号が与えられた。
タイゲテの見かけの等級は22.9であり、アルベドを0.04と仮定した場合、タイゲテの直径はおよそ 5 km と推定される。また、密度を 2.6 g/cm3 と仮定した場合、質量はおよそ 1.6 ×1014 kg と推定される。タイゲテは、木星から2300万km前後の距離を逆行軌道で公転し、軌道傾斜角が 165° 前後の不規則衛星のグループであるカルメ群に属している。